# Jean-Louis Barrault

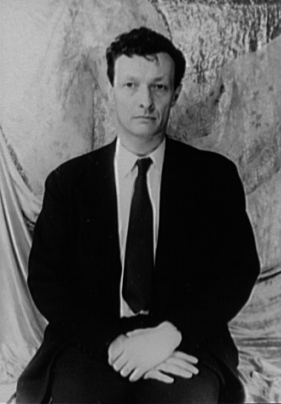
Jean-Louis Barrault, 24. Dezember 1952
Fotografie von Carl van Vechten, aus der Van Vechten Collection der Library of Congress

Jean-Louis Barrault (* 8. September 1910 in Le Vésinet; † 22. Januar 1994 in Paris) war ein französischer Schauspieler, Pantomime und Regisseur.

## Biografie
Noch während seines Studiums bei Étienne Decroux debütierte Barrault mit 21 Jahren im Théâtre de l’Atelier. Ab 1935 inszenierte er mit einer eigenen Truppe (z. B. Hamlet nach Jules Laforgue, Hunger nach Knut Hamsun) und spielte in verschiedenen Filmen (z. B. Les beaux jours, Jenny, L’Or dans la Montagne, Sous les Yeux d’occident). Seine bekannteste Rolle übernahm er 1943 bis 1945, als er den Mimen Baptiste Debureau, der an den realen Jean-Gaspard Deburau angelehnt ist, in dem Film Kinder des Olymp von Marcel Carné spielte.
Im Jahr 1940 wurde Jean-Louis Barrault an die Comédie Française berufen. Im gleichen Jahr heirateten er und die Schauspielerin Madeleine Renaud. Im Mai 1944 verboten die deutschen Besatzungsbehörden das am 27. November 1943 uraufgeführte Soulier de Satin von Paul Claudel. Mit Renaud gründete er 1947 die Privatbühne Compagnie Renauld-Barrault im Théâtre Marigny und unternahmen mit dieser Truppe ausgedehnte Tourneen bis nach Südamerika (z. B. São Paulo, Montevideo, Buenos Aires, Santiago de Chile). Das Théâtre Marigny wird später auch als Heimat der ersten Konzerte der Domaine Musical bekannt.
Nach ihrer Rückkehr nach Paris wurden Barrault und Renaud 1959 Direktoren des staatlichen Théâtre de France. Barrault sorgte 1966 für die französische Uraufführung von Les Paravents von Jean Genet im Odeon, was zu heftigen rechtsextremen Protesten und einem Theaterskandal führte, da das Stück den Algerienkrieg behandelte, damals noch eine offene Wunde. Barrault wurde vom Kultusminister André Malraux in der Nationalversammlung in Schutz genommen. Als Barrault im Pariser Mai 1968 die Spielstätte Odéon den Studenten öffnete, wurde er vom Kultusminister André Malraux seines Postens enthoben und von allen staatlich subventionierten Theatern ausgeschlossen.
Im Mai 1974 gelang der Truppe um Barrault die Gründung eines neuen Theaters im (damals leer stehenden) Bahnhof Gare d’Orsay. Als die Compagnie Renaud-Barrault dort im Jahr 1981 dem (heutigen) Museum weichen musste, baute ihr der französische Staat mit dem Théâtre du Rond-Point im Gebäude des früheren Panorama (1838–1894) und Palais des Glaces (1894–1980) an der Champs Elysées ein neues Theater, das beide, Madeleine Renaud und Jean-Louis Barrault, bis zu ihrem Tod im Jahr 1994 leiteten.

## Aufführungen der Compagnie Renaud-Barrault (Auswahl)

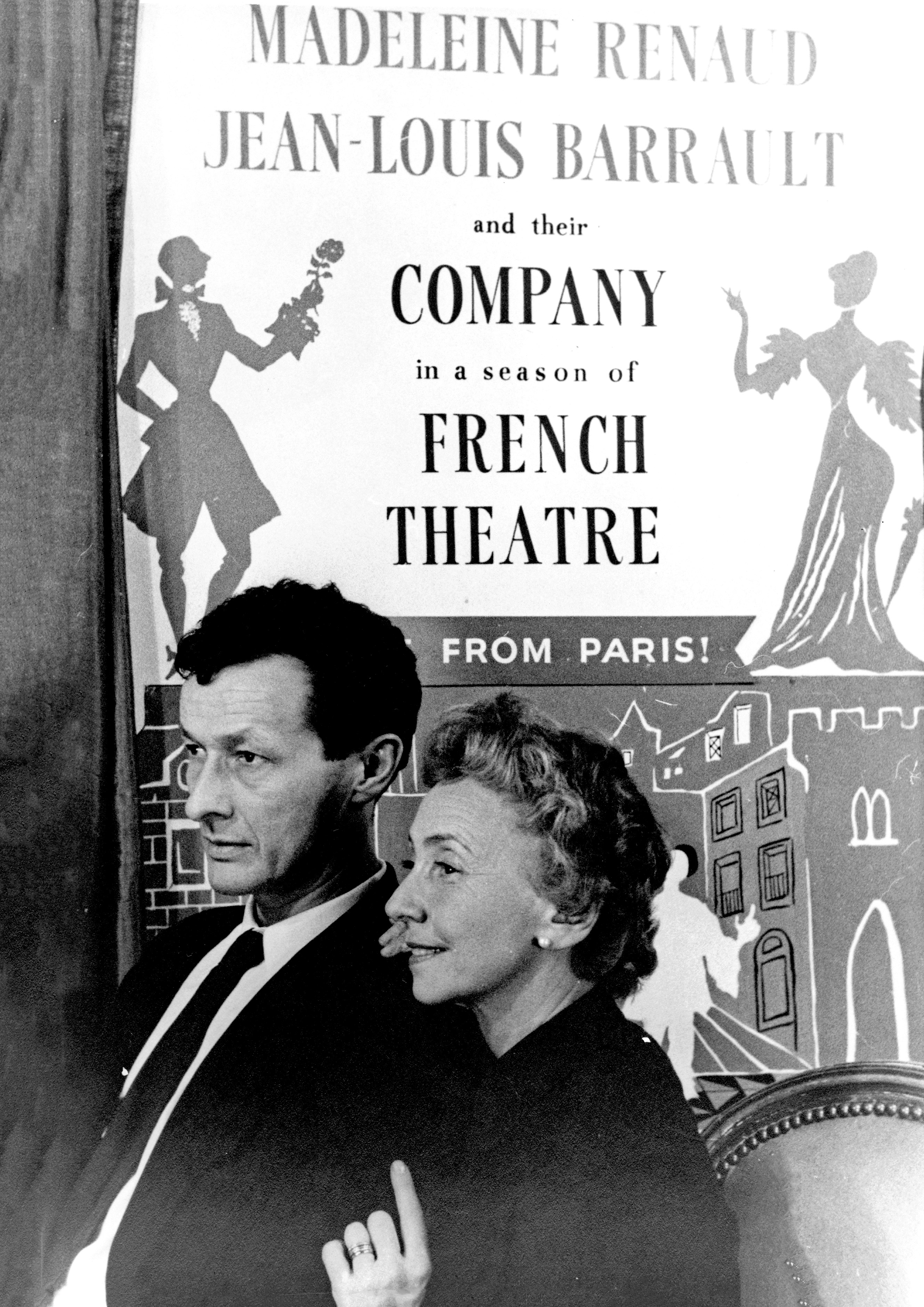
Jean-Louis Barrault mit seiner Frau Madeleine Renaud im Jahr 1952
Fotografie von Carl van Vechten, aus der Van Vechten Collection der Library of Congress

### Klassische französische Werke
- 1946: Les Fausses Confidences von Marivaux
- 1947: Amphitryon von Molière
- 1949: Les Fourberies de Scapin von Molière
- 1951: On ne badine pas avec l’Amour von Alfred de Musset
- 1954: Le Misanthrope von Molière
- 1955: Bérénice von Racine

### Moderne französische Werke
- 1948: Occupe-toi d’Amélie von Georges Feydeau
- 1950: Marlborough s’en va-t-en guerre von Marcel Achard (Titel nach dem gleichnamigen Volkslied)
- 1950: Les Mains sales von Sartre
- 1955: Intermezzo von Jean Giraudoux
- 1955: Volpone von Jules Romains und Stefan Zweig nach Ben Jonson

### Uraufführungen französischer Werke
- 1943: Le Soulier de Satin von Paul Claudel[1]
- 1947: Le Procès nach Kafka von André Gide und Barrault
- 1948: L’État de siege von Albert Camus
- 1950: La Répétition ou L’Amour puni von Jean Anouilh
- 1951: Bacchus von Jean Cocteau
- 1953: Christophe Colomb von Paul Claudel
- 1953: Pour Lucrèce von Jean Giraudoux
- 1954: La Soirée des proverbes von Georges Schehadé
- 1955: Le Chien du jardinier von Georges Neveux nach Lope de Vega
- 1957: Le Château de Kafka von Pol Quentin nach Max Brod

### Pantomimen
- 1946: Baptiste, Pantomime-Ballett von Jacques Prévert, Musik von Joseph Kosma (mit Marcel Marceau)
- 1947: La Fontaine de Jouvence von Boris Kochno, Musik von Georges Auric
- 1954: Renard von Igor Strawinski, französischer Text von Ramuz
- 1955: Les Suites d’une course, Mimofarce von Jules Supervielle, Musik von Henri Sauguet

### Fremdsprachige Werke
- 1946: Hamlet von Shakespeare
- 1947: L’Ours von Tschechow
- 1954: La Cerisaie von Tschechow, französischer Text von Georges Neveux
- 1955: L’Orestie von Aischylos

## Filmografie (Auswahl)
- 1936: Mayerling, Regie: Anatole Litvak
- 1936: Beethovens große Liebe (Un grand amour de Beethoven), Regie: Abel Gance
- 1937: Ein sonderbarer Fall (Drôle de drame)
- 1938: J’accuse! Regie: Abel Gance
- 1942: Symphonie der Liebe (La symphonie fantastique)
- 1943/45: Kinder des Olymp (Les enfants du paradis), Regie: Marcel Carné
- 1950: Der Reigen (La ronde), Regie: Max Ophüls
- 1954: Versailles – Könige und Frauen (Si Versailles m’était conté), Regie: Sacha Guitry
- 1959: Das Testament des Dr. Cordelier (Le testament du Docteur Cordelier), Regie: Jean Renoir
- 1960: Opfergang einer Nonne (Le dialogue des Carmélites)
- 1961: Im Zeichen der Lilie (Le Miracle des loups), Regie: André Hunebelle
- 1962: Der längste Tag (The Longest Day), Regie: verschiedene
- 1964: Angst in der Stadt (La cité de l’indicible peur / La grande frousse), Regie: Jean-Pierre Mocky
- 1982: Flucht nach Varennes (La nuit de Varennes), Regie: Ettore Scola